# Fondation Biermans-Lapôtre
Pour les articles homonymes, voir Biermans.
La Fondation Biermans-Lapôtre est une résidence universitaire faisant partie de la Cité internationale universitaire de Paris, située dans le 14e arrondissement de Paris, sur les bords des boulevards des Maréchaux près du parc Montsouris. La Maison se trouve à proximité du stade Charléty et à quelques pas de la station Cité universitaire du RER B. La Maison est également desservie par la ligne 3a du tramway d'Île-de-France.

## Fondation Biermans-Lapotre: Maison des Étudiants belges

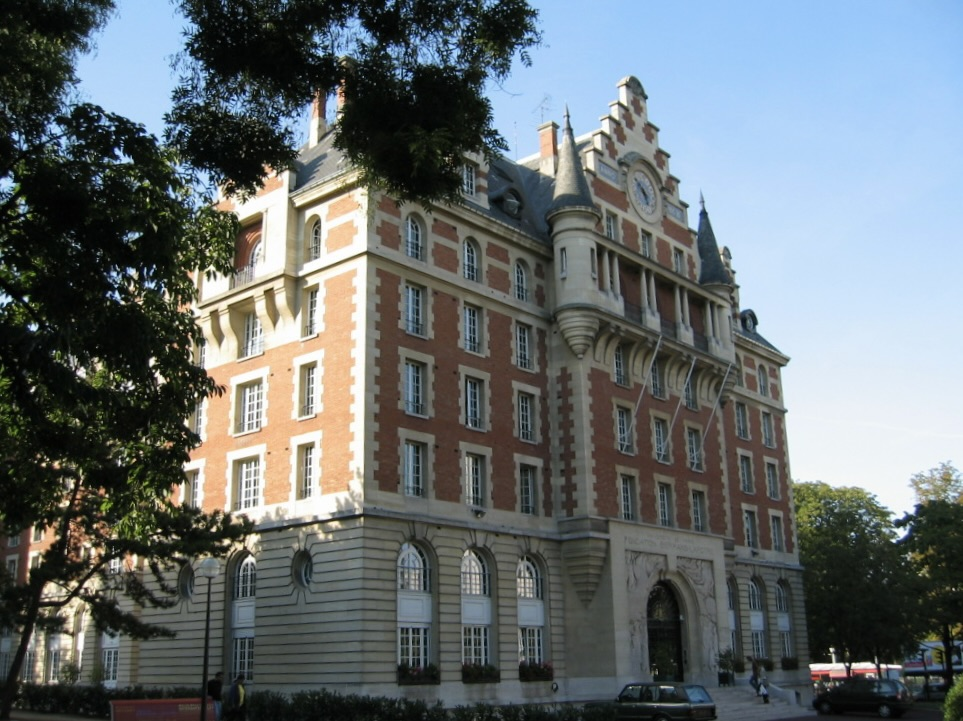
La façade de la fondation.

La Fondation Biermans-Lapôtre, qui héberge prioritairement les étudiants belges et luxembourgeois de l'enseignement supérieur poursuivant leurs études à Paris, fut la première maison étrangère construite sur le site de la Cité internationale universitaire de Paris. Comme les 37 autres Maisons de la CIUP, elle pratique le brassage et permet ainsi à ses résidents de côtoyer des étudiants de nombreuses autres nationalités. La Cité constitue, avec son parc de 40 hectares et ses quelque 6000 résidents, une véritable petite ville située entre le boulevard Jourdan et le boulevard périphérique. L'objectif affiché par ses initiateurs, dans le contexte humaniste et pacifiste des années 1920, était de permettre aux étudiants méritants et peu fortunés de bénéficier d'un logement et de pratiquer la découverte de l'autre dans la tolérance.

## Histoire

### Le couple Biermans-Lapôtre
Jean Hubert Biermans est né en 1864 dans le Limbourg hollandais. Doué de qualités exceptionnelles, il connut une belle réussite professionnelle et financière, après avoir commencé à travailler, dès l'âge de 17 ans, pour un entrepreneur belge des chemins de fer, nommé Lapôtre, dont il épousa la fille, Berthe, en 1907.
Le couple vécut durant 27 ans à Shawinigan au Québec et y fit fortune dans le secteur de la fabrication de la pâte à papier. Son attachement à la Belgique restait entier comme le prouvent de nombreuses actions bienfaitrices. La plus grande action de mécénat de Jean Hubert et de Berthe Biermans-Lapôtre fut incontestablement un don de 15 millions de francs-or à l'Université de Paris, pour permettre la construction de la Fondation qui portera leur nom.
En vertu de cet acte de donation, la Fondation Biermans-Lapôtre fait partie des Maisons « non-rattachées » de la Cité internationale universitaire de Paris. À ce titre, elle dispose d'un conseil d'administration autonome, présidé de droit par SEM l'ambassadeur de Belgique en France.

### 1924-1925: de la donation à la pose de la première pierre
La construction du bâtiment de la Fondation commença le 14 avril 1925, grâce au don généreux fait en 1924 par Jean Hubert et Berthe Biermans-Lapôtre. C'est Armand Guéritte, architecte en chef du gouvernement français, alors responsable du palais de Versailles, qui fut chargé de la conception du bâtiment. La Fondation Biermans-Lapôtre fut inaugurée le 7 novembre 1927.

### 2000-2001: rénovation du bâtiment
Grâce à des subventions exceptionnelles accordées par les gouvernements belge et luxembourgeois, le bâtiment a connu, dans le courant de l'année 2000, une rénovation profonde, conduite par la Fondation Biermans-Lapôtre et par la Régie belge des Bâtiments.

## L'architecture

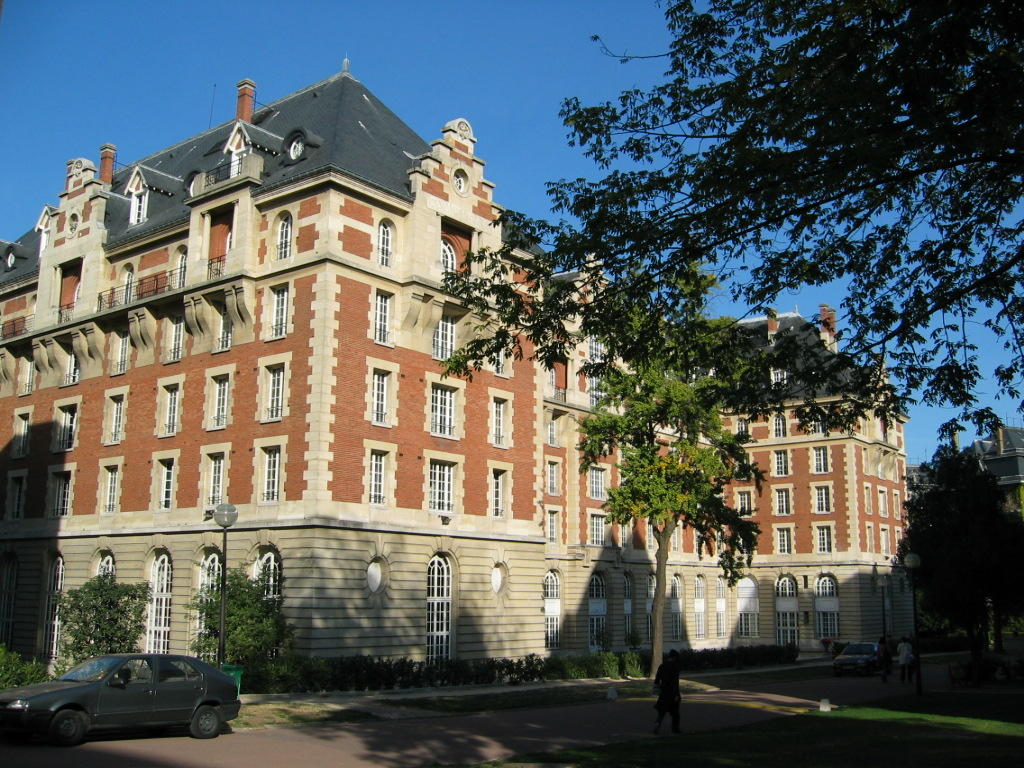
La fondation côté parc.

la Maison des Étudiants belges et luxembourgeois se dresse au bas du parc de la Cité Universitaire. L'édifice d'une conception éclectique se présente sous forme d'un double T. Un soubassement en pierre calcaire ocre se développe sur les niveaux rez-de-chaussée et entresol. L'appareillage prononcé des pierres et les joints à redan renforcent la puissance de l'édifice. Les façades d'étage sont constituées de briques rouge clair et de pierres. Les angles et les pourtours des fenêtres sont harpés de pierres. Deux tourelles en surplomb enserrent le pignon à gradins, situé au-dessus de la porte principale. Pignons en escalier et chéneaux aux larges débordements couronnent les façades. La toiture ardoisée est percée de multiples lucarnes, d'œils-de-bœuf et de petits pignons. Les châssis à petits bois rythment la façade. Le rez-de-chaussée du bâtiment est occupé par l'espace administratif, un salon de lecture, une bibliothèque et l'appartement du directeur. Une vaste salle de fêtes occupe l'aile ouest. Dans les sous-sols, se trouvent les locaux techniques, la buanderie, les magasins, les réserves, un local de rangement pour les vélos, les ateliers, ainsi qu'une salle de télévision, un laboratoire de développement photographique, une salle de musique et une salle polyvalente permettant activités de loisirs et soirées d'étudiants. Les 219 chambres et studios, les cuisines communes, ainsi que les logements du directeur-adjoint et du responsable accueil se répartissent sur les six autres niveaux. Cette grande demeure peut actuellement accueillir 270 personnes.

## Anciens résidents célèbres
- Jean-Louis Curtis, écrivain français.
- Gilles Dal, écrivain et humoriste belge.
- Francis Delpérée, juriste et homme politique.
- François Englert, lauréat du Prix Nobel de physique.
- Olivier Gourmet, acteur.
- Michel Hansenne, homme politique belge.
- Hervé Hasquin, historien et homme politique.
- Maurice Olender, historien.
- Viviane Reding, femme politique luxembourgeoise.
- Philippe Roberts-Jones, historien de l'art.
- Jacques Santer, ancien président de la Commission européenne.
- André de Staercke, homme politique et diplomate belge.
- Charline Vanhoenacker, journaliste et humoriste belge.
- David Van Reybrouck, écrivain belge.
- Pierre Werner, homme politique luxembourgeois.

## La Fondation aujourd'hui
La Fondation est disponible pour toute demande de résidence par des personnes Belges et Luxembourgeoises, qui font leurs études, ou qui font un stage à Paris. Des activités culturelles ont lieu régulièrement, soit proposées par des résidents de la Fondation, soit par des institutions culturelles belges ou luxembourgeoises. Il est également possible de demander la location de certains espaces publics, telle que la salle des fêtes principalement.

## Littérature
- BIERMANS-LAPÔTRE - Histoire d'un mécène et de sa fondation, Racine (www.racine.be)   (ISBN 978-2-87386-868-0)
- BIERMANS-LAPÔTRE - Geschiedenis van een mecenas en zijn stichting, Lannoo (www.lannoo.be)  (ISBN 978-2-87386-869-7)